# Kendall Schmidt
Kendall Francis Schmidt (n. 2 noiembrie 1990) este un actor american, cântăreț și compozitor. El l-a jucat pe Kendall Knight în Big Time Rush, a participat la o trupă cu același nume, și a avut mici roluri în emisiuni TV cum ar fi ER, Without a Trace, Phil of the Future, Ghost Whisperer, Gilmore Girls, și Frasier. Primul single al lui Schmidt cu Heffron Drive, "Parallel", a fost lansat în Martie 2014, prin intermediul propriei sale case de discuri TOLBooth Records.